# Pileus (huvudbonad)

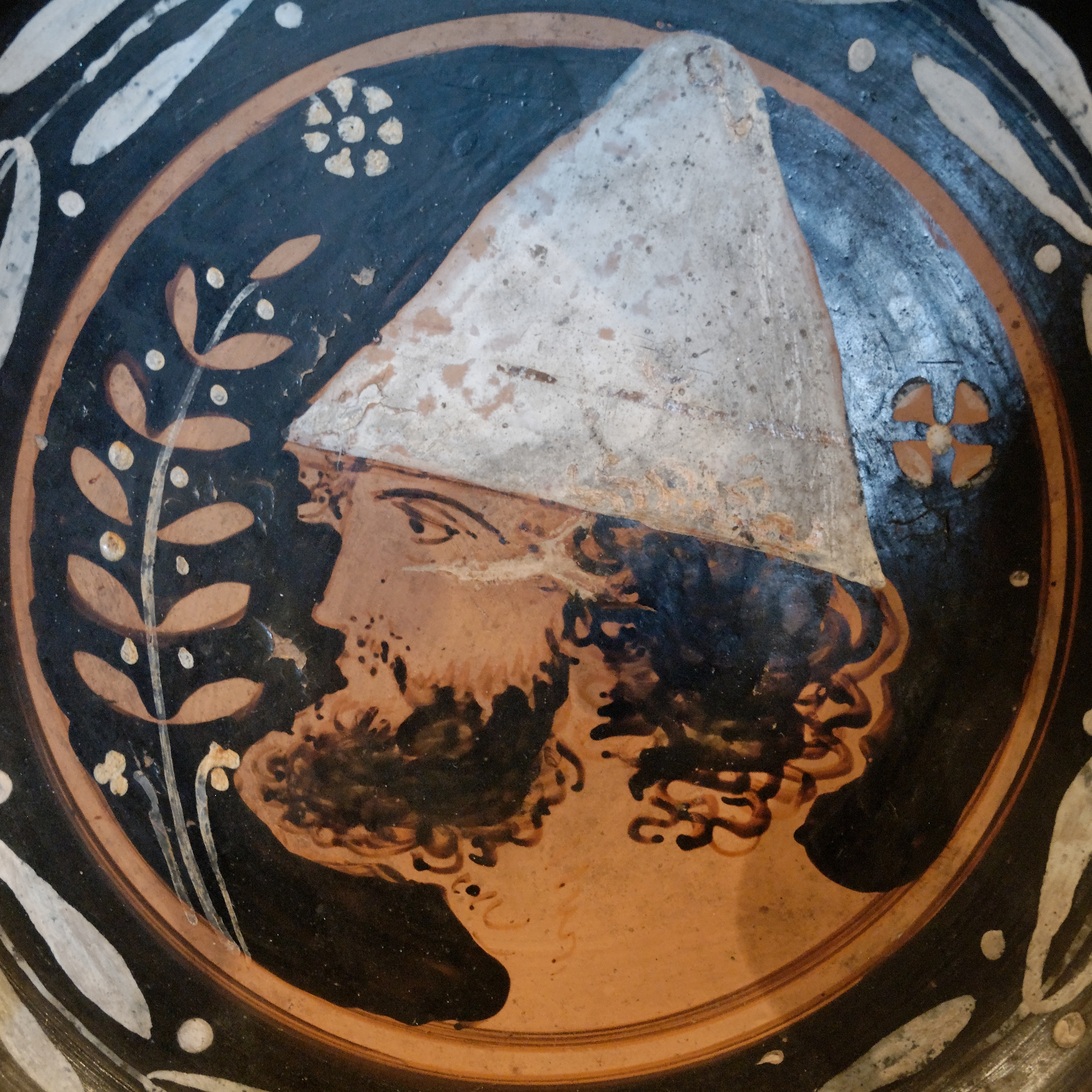
Man iförd pileus. Rödfigurigt keramikgods från 300-talet f.Kr.

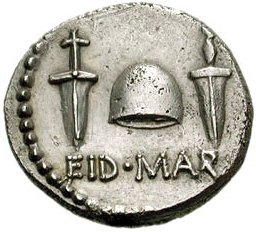
Pileus avbildad mellan två dolkar på frånsidan på romerskt mynt från första århundradet f.Kr. (EID MAR står för idus martiae.)

Pileus (grekiska: πῖλος), även pilleus, var en rund, tätt åtsittande filthatt som bars av fria män i antikens Grekland, Etrurien, Illyrien och Pannonien. I romerska riket. övertogs seden att bära pileus från grekerna, som bar vad de kallade pilos. Pileus bars i huvudsak vid högtidliga tillfällen och kunde även bäras av slavar i samband med deras frigivning. Det existerade två mindre varianter av pileus: den grekiska πιλίδιον, pilidion, och den romerska pilleolus.